# Vasile Soltan
Vasile Soltan (n. 9 decembrie 1992, Măgdăcești) este un fotbalist din Republica Moldova care în prezent evoluează la clubul Academia Chișinău în Divizia Națională, pe postul de mijlocaș.

## Palmares
FC Tiraspol
- Divizia Națională

Locul 2: 2013–14
Locul 3: 2012–13
- Cupa Moldovei (1): 2012-2013
- Supercupa Moldovei

Finalist (1): 2013